# Авринія скельна
Авринія скельна (Aurinia saxatilis) — рідкісна трав'яниста рослина. Належить до родини хрестоцвіті.

## Екологія
Вид наскельно-степових угруповань. Європейсько-середземноморський літофільний вид. Приурочений до крутих стінок та схилів відслонень порід Українського кристалічного щита у долинах річок. Характерне компактно-групове розміщення особин.

## Поширення
Зростає на території України. В Кам’янці-Подільському, також на Черкащині виявлені оселища в околицях сіл Юрпіль та Буки Уманського району та в місті Корсунь-Шевченківський. Внесена до «Переліку рідкісних і таких, що перебувають під загрозою зникнення, видів рослинного світу на території Тернопільської області» (рішення Тернопільської обласної ради від 11 листопада 2002 № 64).
Перебуває під охороною в природному заповіднику «Медобори».
Відомим також є місцезростання на території геологічної пам'ятки «Скелі Орлине гніздо» на кам'янистому схилі берега р. Інгулець коло Кривого Рога на Дніпропетровщині.